# Jamali Mballow
Jamali Mballow är en ort i Gambia. Den ligger i regionen North Bank, i den centrala delen av landet, 120 km öster om huvudstaden Banjul. Antalet invånare var 300 vid folkräkningen 2013.